# 忠县
忠县是重庆市下辖的一个县，位于重庆市中部，三峡库区腹地，距重庆市主城区180公里。东邻万州，南接石柱，西边丰都、垫江，北靠梁平，是三峡移民搬迁重点县。全县幅员面积2182.83平方公里，户籍人口97.59万人，常住人口72.10万人。

## 历史

### 古代
战国时，今忠县境内属巴国，产盐。巴国内乱，将军蔓子求救于楚国并许诺割让三城，楚国救援后索要城池时，蔓子刎首留城，相传忠州为三城之一。秦朝时属巴郡。西汉元鼎五年（前112年），于今忠县地置临江县，以临江川而得名，隶属于巴郡。王莽建立新朝时改称监江，东汉时复名临江。初平六年（195年），刘璋二分巴郡，将江州至临江划为永宁郡；建安六年（201年），永宁郡复名巴郡。
蜀汉、西晋、成汉、东晋、刘宋、南齐时，临江县一直隶属于巴郡，并随巴郡先后隶属于益州、梁州、荆州、巴州。
梁大同六年（540年），分巴郡置临江郡，领临江县。西魏废帝二年（553年），分临江郡置临州，州郡均治临江县。隋开皇三年（583年），废临江郡，仍置临州；大业三年，罢临州，临江县改属巴东郡；义宁二年（618年）复置临州，领临江与自临江分置的丰都二县。唐武德二年（619年），析临江置清水县，析南浦州武宁县置南宾县；武德八年（625年），废南浦州，武宁县划入临州，同年又划入浦州；武德九年（626年），垫江县自渠州划入临州；贞观八年（634年），以巴蔓子刎首留城，严颜、甘宁忠勇，“义怀忠信”，改临州为忠州，临江县依旧；贞观十四年（640年），忠州属夔州都督府；天宝元年（742年）改忠州为南宾郡，乾元元年（758年）复名忠州，辖临江、垫江、丰都、南宾、桂溪五县，属山南东道。
北宋熙宁五年（1072年），桂溪县并入垫江县，忠州仍辖临江、垫江、丰都、南宾四县，属夔州路。南宋咸淳元年（1265年）以“度宗潜邸”升忠州为咸淳府，移府治于皇华州。
元至元二十一年（1284年）复名忠州，隶属于四川行中书省重庆路，以临江县故城为州治，领临江、南宾、丰都三县。明洪武年间，以临江县省入忠州，南宾并入丰都，忠州领丰都、垫江二县。清顺治五年（1648年），明湖南巡抚朱容藩据夔州，自封国号监国，改忠州为大定府；雍正十二年（1734年），升忠州为忠州直隶州，由四川省川东道管辖，领丰都、垫江、梁山三县。
新唐书评价临江县为中下，宋史评价为中下，元史评价为下，清史稿评价忠州为繁、難。

### 近现代
清宣统三年（1911年）11月26日，忠州同盟会党响应武昌起义，改直隶州为军政府。民国2年（1913年）改忠州为忠县，属四川省川东道。民国17年（1928年）忠县直属四川省。民国24年（1935年）改属四川省第九行政督察区。
1949年12月7日，中国人民解放军第四野战军西湖二支队进入忠县城，忠县和平解放，忠县人民政府于次日成立，属川东行政区万县专区。1953年，万县专区划入新设的四川省；1968年，万县专区改为万县地区；1992年12月11日，万县地区被国函〔1992〕194号文批复改为地级万县市，忠县划归万县市管辖。
1996年9月，万县市的党政工作和政治、经济社会发展及三峡库区移民工作改由重庆市代管。1997年3月14日，八届人大五次会议决定由重庆直辖市管辖原万县市所辖行政区域，同年12月，忠县被中办厅字〔1997〕34号文批复改由重庆市万县移民开发区代管。2000年7月10日，万州移民开发区被批复撤销，忠县由重庆市直接管辖。

## 地理
忠县境内以低山与槽谷丘陵为主，海拔差异大，最低点为石宝镇长江河谷（海拔117.5米），最高点为方斗山主峰（海拔1680.3米）。全县低山起伏，是“三山两向斜”的典型丘陵地貌。
忠县属长江水系，长江经丰都县从任家镇长沙村凿溪口进入忠县，到石宝镇庙岭村向家坝流入万州区，水路88公里。境内有溪河28条，其中第一大溪河为黄金河，县内干流115.5公里，年均流量14.3立方米每秒。
忠县属亚热带东南季风气候，温热寒凉，四季分明，雨量充沛，日照充足，适宜水稻、小麦、玉米等多种农作物生长。
在三峡工程中，忠县共淹没土地102平方公里，县城北移。
| 忠县 (1981−2010)     | 忠县 (1981−2010) | 忠县 (1981−2010) | 忠县 (1981−2010) | 忠县 (1981−2010) | 忠县 (1981−2010) | 忠县 (1981−2010) | 忠县 (1981−2010) | 忠县 (1981−2010) | 忠县 (1981−2010) | 忠县 (1981−2010) | 忠县 (1981−2010) | 忠县 (1981−2010) | 忠县 (1981−2010) |
| 月份                 | 1月              | 2月              | 3月              | 4月              | 5月              | 6月              | 7月              | 8月              | 9月              | 10月             | 11月             | 12月             | 全年             |
| -------------------- | ---------------- | ---------------- | ---------------- | ---------------- | ---------------- | ---------------- | ---------------- | ---------------- | ---------------- | ---------------- | ---------------- | ---------------- | ---------------- |
| 历史最高温 °C（°F）  | 17.6 (63.7)      | 25.3 (77.5)      | 33.3 (91.9)      | 36.8 (98.2)      | 35.6 (96.1)      | 38.3 (100.9)     | 40.1 (104.2)     | 42.6 (108.7)     | 42.7 (108.9)     | 36.3 (97.3)      | 29.3 (84.7)      | 17.5 (63.5)      | 42.7 (108.9)     |
| 平均高温 °C（°F）    | 9.4 (48.9)       | 13 (55)          | 17.8 (64.0)      | 23.2 (73.8)      | 26.5 (79.7)      | 29 (84)          | 33.5 (92.3)      | 33.1 (91.6)      | 29.6 (85.3)      | 22.1 (71.8)      | 16.8 (62.2)      | 10.5 (50.9)      | 22.0 (71.6)      |
| 日均气温 °C（°F）    | 7 (45)           | 9.7 (49.5)       | 13.5 (56.3)      | 18.3 (64.9)      | 21.9 (71.4)      | 24.6 (76.3)      | 28.4 (83.1)      | 27.7 (81.9)      | 24.5 (76.1)      | 18.6 (65.5)      | 13.7 (56.7)      | 8.4 (47.1)       | 18.0 (64.5)      |
| 平均低温 °C（°F）    | 5.3 (41.5)       | 7.4 (45.3)       | 10.3 (50.5)      | 14.8 (58.6)      | 18.6 (65.5)      | 21.5 (70.7)      | 24.6 (76.3)      | 23.9 (75.0)      | 20.9 (69.6)      | 16.3 (61.3)      | 11.6 (52.9)      | 6.9 (44.4)       | 15.2 (59.3)      |
| 历史最低温 °C（°F）  | −0.8 (30.6)      | 0.5 (32.9)       | 3.3 (37.9)       | 5.6 (42.1)       | 11.9 (53.4)      | 15.3 (59.5)      | 19.9 (67.8)      | 18.2 (64.8)      | 14.4 (57.9)      | 9.4 (48.9)       | 3.9 (39.0)       | −0.5 (31.1)      | −0.8 (30.6)      |
| 平均降水量 mm（）    | 18.7 (0.74)      | 20.9 (0.82)      | 45.2 (1.78)      | 115.8 (4.56)     | 172.3 (6.78)     | 194.9 (7.67)     | 175 (6.9)        | 142 (5.6)        | 123.4 (4.86)     | 105.1 (4.14)     | 59.5 (2.34)      | 22.4 (0.88)      | 1,195.2 (47.07)  |
| 平均相對濕度（％）   | 83               | 79               | 76               | 77               | 80               | 83               | 76               | 74               | 75               | 85               | 85               | 87               | 80               |
| 来源：中国气象数据网 |                  |                  |                  |                  |                  |                  |                  |                  |                  |                  |                  |                  |                  |

## 行政区划
宋代，临江县设9乡、2镇。明代，忠州有7里、30甲。清宣统三年（1911年），有1城（城厢城）13乡。民国20年（1931年），忠县设5区、3镇、68乡；民国24年（1935年），全县设3区、24联保；民国29年（1940年），全县设4区、3镇、26乡；民国35年（1946年），全县设4区、3镇、47乡。1951年，忠县设2镇、10区、52乡；1958年，全县设6区、1镇、48公社；1984年，全县设12区、2镇、69乡；1992年撤区并乡，全县设19乡、23镇；2006年新一轮撤乡并镇后，全县设22镇、6乡；2015年，撤销县城驻地忠州镇，设立忠州街道、白公街道。
截止2020年，忠县下辖4个街道办事处、19个镇、5个乡、1个民族乡：
街道：忠州街道、白公街道、乌杨街道、新生街道；
镇：任家镇、洋渡镇、东溪镇、复兴镇、石宝镇、汝溪镇、野鹤镇、官坝镇、石黄镇、马灌镇、金鸡镇、新立镇、双桂镇、拔山镇、花桥镇、永丰镇、三汇镇、白石镇、黄金镇；
乡、民族乡：善广乡、石子乡、磨子土家族乡、涂井乡、金声乡、兴峰乡

## 现任领导
| 机构     | · 中国共产党 · 忠县委员会 · 书记 | 忠县人民代表大会 常务委员会 主任 | 忠县人民政府 县长 | · 中国人民政治协商会议 · 忠县委员会 · 主席 |
| -------- | -------------------------------- | -------------------------------- | ----------------- | ------------------------------------------ |
| 姓名     | 江夏                             | 陈强                             | 李电              | 陈加义                                     |
| 民族     | 汉族                             | 汉族                             |                   | 汉族                                       |
| 籍贯     | 重庆市北碚区                     | 重庆市忠县                       |                   | 重庆市秀山土家族苗族自治县                 |
| 出生日期 | 1970年9月（54歲）                | 1964年8月（60歲）                |                   | 1962年8月（62歲）                          |
| 就任日期 | 2020年4月                        | 2019年1月                        | 2021年10月        | 2016年2月                                  |

## 经济
2020年，忠县实现地区生产总值（GDP）427.65亿元，比上年增长4.1%，其中第一、第二、第三产业结构比为13.0：44.4：42.6。全县人均地区生产总值达到56137元，比上年增长2.0%。城镇建成区面积达52.57平方公里，其中县城建成区25.60平方公里。全年实现社会消费品零售总额192.18亿元，比上年增长3.9%。全县全体常住居民人均可支配收入28248元，比上年增加8.1%。。

## 交通
公路方面，截止2020年，忠县公路通车里程达6794.13公里，其中二级及以上高等级公路里程326.84公里。忠县境内建成的高速公路有 沪渝高速、 银百高速、 张南高速，此外还规划有 梁石高速过境忠县。县域内建成的普通国道则有  348国道、 350国道。
铁路方面，已获批复、即将开工的渝万高速铁路在忠县设有忠县站，同时预留接入万州至黔江城际铁路。此外，规划中的广忠黔铁路也将计划经过忠县。

## 教育与卫生
截止2023年，忠县共有幼儿园179所（其中民办幼儿园93所），普通小学101所，普通中学27所，特殊教育学校1所，职业教育学校2所，在校学生约13万人。
截止2020年，忠县共有各类医疗卫生机构602个，其中综合医院6个、中医医院5个、专科医院2个、乡镇卫生院27个、社区卫生服务机构3个、诊所114个、村卫生室441个、疾病预防控制中心1个、妇幼保健站1个，共有床位近5000张。

## 地方特色

### 文物与旅游景点
- 石宝寨：位于石宝镇长江北岸玉印山，建于明万历年间，是中国现存体积最大、层数最多的穿斗式木结构建筑。在三峡蓄水后玉印山成为凸向江心的小岛，因此修建了巨型围堤，避免抬高的水位对山体的影响。石宝寨建筑群包括上山道路、“必自卑”石牌坊、寨门、寨楼、奎星阁、天子殿[42][43][44]。第五批全国重点文物保护单位，古建筑类[45][註 11]
- 丁房阙——无铭阙：第五批全国重点文物保护单位古建筑类[45]
  - 丁房双阙：原位于县城人民路巴王庙前，年代为东汉，宋代右阙倒塌后修复，仿木重檐庑殿顶结构，《蜀中广记》记载“唯汉都尉丁房五字可读”，因而得名。左阙通高6.26米，是目前已发现的最高的双檐汉阙，正面刻有忠州知州贺国祯于明万历四十四年（1616年）所撰写的《巴国忠贞祠铭》。2003年，因三峡工程搬迁至白公祠内[42][註 12]。
  - 㽏井沟无铭阙：又称佑溪无铭阙，原位于忠县城东北的佑溪村㽏井沟，年代为东汉，仿木重檐庑殿顶结构，无铭文，东阙在宋前已不存，现存西阙，通高5.85米。2003年，因三峡工程搬迁至白公祠内[42][註 13]。
- 重庆冶锌遗址群：位于长江沿岸的忠县与丰都县、石柱县、酉阳县等地，其中忠县冶锌遗址位于洋渡镇长江南岸的台地上，于2008年发现，埋藏面积约15000平方米[42]。第七批全国重点文物保护单位古遗址类[50][註 14]
- 临江岩摩崖造像：位于县城临江路的临江岩壁上，唐代造像，共5龛[42]。第一批重庆市文物保护单位[47]
- 翠屏山崖墓群：位于东溪镇翠屏村翠屏山的两蹬崖壁上，共98座崖墓，年代为东汉中晚期至南朝[42]。第二批重庆市文物保护单位[51]
- 秦家上祠堂：位于洋渡镇上祠村，为明代秦良玉娘家祠堂，现存建筑为清乾隆二十七年（1762年）所建，为两进台地式四合院[42]。第二批重庆市文物保护单位[51]
- 白公祠古建筑群：位于县城白公路，2003年至2008年，为安置三峡工程涉及搬迁的古建筑，在白公祠西北设置搬迁复建区，迁建了太保祠、关帝庙、老官庙、冯氏华表[42]。第三批重庆市文物保护单位[52]
  - 白公祠，为纪念唐代忠州刺史白居易而建，于明崇祯三年（1630年）所建，1986年复建
  - 太保祠，为纪念秦良玉而建，于清宣统三年（1911年）所建，原位于县城西鸣玉溪
  - 关帝庙，清代建筑，原名顺溪王爷庙，位于县城北顺溪乡场
  - 老官庙，清代建筑，四合院式布局，原位于县城西山路，紧邻长江
  - 冯氏华表，清代建筑，原位于县城曹溪村西，文革中破坏右柱，仅余左柱

### 特产
- 忠州豆腐乳（忠县豆腐乳）：中国地理标志产品